# プログレスM1-6
Progress M1-6は2001年にロシア連邦宇宙局が国際宇宙ステーション(ISS)の補給のために打ち上げたプログレス補給船。NASAではProgress 4、4Pとも称される。プログレス-M1 (11F615A55)型であり、シリアル番号は255だった。

## 運用
プログレスM1-6は2001年5月20日22時32分40秒(GMT)にバイコヌール宇宙基地1/5発射台から処女飛行となるソユーズ-FGで打ち上げられた。2日ほどの飛行の後、5月23日0時23分57秒(GMT)にISSのズヴェズダの後部口にドッキングした。
3ヶ月間ほどドッキングを続け、プログレスM-45の到着に備えて同年8月22日6時2分にドッキングを解除した。同日の9時丁度(GMT)に軌道を離脱し、太平洋上で大気圏に再突入し燃焼させられ、9時50分(GMT)ごろ燃え残りの破片が洋上に落下したとされる。

## 搭載貨物
プログレスM1-6には第3次長期滞在のクルー向けの食料、水、酸素などや、科学研究用の物品などが搭載されていた。